# Дессельбрунн
Дессельбрунн (нем. Desselbrunn) — община (нем. Gemeinde) в Австрии, в федеральной земле Верхняя Австрия. 
Входит в состав округа Фёклабрук.  Население составляет 1528 человек (на 31 декабря 2005 года). Занимает площадь 17 км². Официальный код  —  41707.

## Политическая ситуация
Бургомистр общины — Антон Штиглер (АНП) по результатам выборов 2003 года.
Совет представителей общины (нем. Gemeinderat) состоит из 19 мест.
- АНП занимает 10 мест.
- СДПА занимает 9 мест.